# Schweizermühle (Lorch)
Die Schweizermühle ist eine abgegangene Wassermühle auf der Gemarkung der Stadt Lorch im baden-württembergischen Ostalbkreis. Über die Geschichte der Mühle ist nicht mehr viel bekannt.

## Lage
Die Schweizermühle befand sich bei der Flur Schweizersee am Schweizerbach, einem Unterlauf des Waldauer Bachs.

## Geschichte
Erstmals erwähnt wurde die Wassermühle im Jahre 1528. Das Anwesen gehörte dem Kloster Lorch. Der Besitzer war 1528 Jörg Schweizer, nach dem die Mühle auch benannt wurde. 1542 wurde die Mühle von Abt Laurentius an Georg Schweizer (vermutlich ein Sohn des Jörg) verliehen. Nach einem Lagerbuch von 1562 war die Mühle noch vorhanden und gehörte zu der Kustoreipfründe des Klosters.